# Чипита
„Чипита“ (Chipita S.A.) е сладкарска компания, основана в град Мосхато, Гърция през 1973 година.

## История
През 2005 г. компанията се слива с Delta Holding S.A.. След 5 години, през 2010 г., е продадена от нейния собственик – компанията Vivartia на Спирос Теодоропулос и Olayan Group, Саудитска Арабия
През 1995 г. излиза на международния пазар. Оперира в 66 страни . Компанията има клонове в редица страни: Швейцария, България, Гърция, Нидерландия, Египет, Италия, Полша, Австрия, Португалия, Белгия, Румъния, Германия, Русия, Словакия, Унгария, Чехия. Най-голямата производствена база на гръцката компания се намира в България – нейната дъщерна компания „Чипита България“ АД, Казичане. Към 2017 година тя е второто по брой на заетите предприятие от преработващата промишленост в област София.

## Продукти
Известна е преди всичко с производството на кроасани (от 1992 г.) 7 Days и „Чипикао“. Освен това произвежда шоколади 7 Days, сухари Bake Rolls с разни вкусове. Фирмата произвежда и други продукти, като Molto и Finetti.